# 大葉苘麻
大葉苘麻（学名：Abutilon grandifolium）为錦葵科苘麻屬下的一个种。

## 扩展阅读
- 維基物種上的相關：大葉苘麻